# ナフィサトゥ・ティアム
ナフィサトゥ・"ナフィ"・ティアム（Nafissatou "Nafi" Thiam, フランス語発音: [tʃam]、1994年8月19日 - ）は、混成競技を専門とする、ベルギーの陸上競技選手。リオデジャネイロ2016大会と東京2020大会、パリ2024大会の3度、オリンピックの七種競技で金メダルを獲得している。七種競技で3連覇を果たしたのは史上初である。東京大会では開会式でベルギー選手団の旗手を務めた。
2020年2月現在、ベルギーの七種競技・やり投・走高跳のベルギー記録保持者である。2019年には七種競技の走高跳で世界新記録を樹立したことがある。
2017年の世界選手権と2018年のヨーロッパ選手権の覇者であり、2019年の世界選手権銀メダリストである。2017年にはIAAF世界最優秀選手賞を受賞した。

## 経歴

### ジュニア時代
ベルギー人の母とセネガル人の父の間に、ブリュッセルで生まれた。7歳の時に陸上競技を始め、2009年（14 - 15歳）に初めて国内大会優勝を経験し、すでに七種競技を専門としていた。当時の憧れの選手はスウェーデンのカロリナ・クリュフトであった。フランス・リールで開かれた2011年世界ユース選手権の七種競技で、5366点を記録し4位に入賞した。しかし、翌2012年の世界ジュニア選手権は5384点の14位に沈んだ。
ベルギーのヘントで2013年2月3日に開かれた大会で、五種競技に出場し、5種目のうち4種目で自己ベストを更新し、4558点の世界ジュニア室内新記録をマークした。ティアムが破る前の世界ジュニア室内記録は、ティアムの憧れの人であるカロリナ・クリュフトが2002年に樹立した4535点であった。ティアムはベルギーの女子陸上競技選手で初めての世界記録保持者となった。ところが、ヘントの大会は当日のドーピング検査を欠いていたため、同年3月に世界新記録として公認されないことになった。（翌日にドーピング検査が行われたが、国際陸上競技連盟（IAAF、当時）の締切を過ぎていた。）
2013年7月18日、ヨーロッパジュニア選手権の七種競技で金メダルを獲得し、6298点のベルギー新記録を達成した。

### シニア時代
2014年は、ヨーロッパ選手権の七種競技で銅メダル、2015年はヨーロッパ室内選手権の五種競技で銀メダル、ヨーロッパU23選手権の走高跳でも銀メダルを獲得した。
2016年リオデジャネイロオリンピックで七種競技に出場し、8月13日に6810点をマークして金メダルを獲得した。7種目のうちの5種目で自己新記録を出しており、イギリス代表のジェシカ・エニス＝ヒル（前回覇者）を破っての勝利であった。メダル獲得当時の年齢は21歳11か月であり、七種競技の金メダリストとしては史上最年少記録である。そこでティアムは閉会式のベルギー選手団の旗手に選ばれた。
2017年シーズンは3月3日にセルビア・ベオグラードで開かれたヨーロッパ室内選手権の五種競技優勝（4870点）で幕を開け、5月28日のハイポミーティング（オーストリア・ゲツィス）の七種競技でも優勝した。この時の記録は7013点で、7種目中5種目で自己新記録をマークし、ハイポミーティングで7000点を超えた史上4人目の選手になった。今大会で記録したやり投の記録59m32はベルギー新記録であり、やり投が専門の選手よりも好投したことになる。7月にはジャッキー・ジョイナー＝カーシー、カロリナ・クリュフトに次ぐ歴代3位に名を連ねた。8月6日にはロンドンで開かれた世界選手権の七種競技に出場し優勝、ベルギー史上初の世界選手権金メダリストになった。
2018年8月10日、ヨーロッパ選手権七種競技で優勝し、カロリナ・クリュフト、ジェシカ・エニス＝ヒルに次ぐ史上3人目のオリンピック・世界選手権・ヨーロッパ選手権の3冠達成者となった。2019年6月27日、デカスター（フランス・タランス）で優勝し、その中で記録した走高跳の2m02は、七種競技中で行われる走高跳の記録としては世界新記録となった。同年10月2日、世界選手権の七種競技に当季世界最高記録保持者として出場、金メダルが期待されたが、イギリス代表のカタリナ・ジョンソン＝トンプソンがライバルとして立ちはだかった。ティアムが肘の怪我に苦しみ、やり投の記録が振るわない一方、ジョンソン＝トンプソンはイギリス新記録かつ世界歴代6位となる6981点を記録して金メダルを獲得した。優勝こそ逃したが、ティアムの記録は他の選手よりは良く、銀メダルを獲得した。
2021年3月5日、ポーランド・トルンで開かれたヨーロッパ室内選手権で、4904点を記録して優勝した。8月5日の東京オリンピックでは6791点を記録し、2個目の金メダルを獲得した。
2024年8月のパリオリンピックでは6880点を記録して金メダルを獲得、史上初のオリンピック3連覇を達成した。

## 人物
サッカーチーム・RFCリエージュの下部組織であるRFCLアトレティスムに所属しており、元十種競技選手のロジャー・レスパナールからコーチングを受けている。
リエージュ大学の学生時代は地理学を専攻していた。「気候学と、河川によって地表がどう形成されるかを研究する地形学が好きです。地理学は七種競技のように多様な分野があります。だから私は地理学を好むのだと思います。」と本人は語っている。2017年時点ではTwitterのプロフィールに「地理科学の学生」（Geographical sciences student）を1番に、「ベルギーの七種競技選手」（heptathlete from Belgium）を2番目に書いていた。同年のIAAF世界最優秀選手賞の授賞式には前日・前々日に会場のモナコ入りする選手が多い中で、「大学の授業を休みたくない」という理由で当日に会場入りした。
ティアムはユニセフ・ベルギーのユニセフ親善大使を務めている。どこに生まれても子供たちが学校で教育を受ける権利が保障されるように、との願いで大使を務めている。

## 受賞歴
- 2014年 - ベルギー年間最優秀女性アスリート賞
- 2016年 - ヨーロッパ陸上競技連盟（EAA）期待の新星（Rising Star of the Year）、国際陸上競技連盟（IAAF）期待の新星、ベルギー年間最優秀女性アスリート賞
- 2017年 - IAAF世界最優秀選手賞、フォーブス30アンダー30ヨーロッパ版選出、ユニセフ親善大使、ベルギー年間最優秀女性アスリート賞[18]

## 主な競技成績
オリンピック
- 2016年 - 七種競技、金メダル（6810点）
- 2020年 - 七種競技、金メダル（6791点）
- 2024年 - 七種競技、金メダル（6880点）

世界選手権
- 2017年 - 七種競技、金メダル（6784点）
- 2019年 - 七種競技、銀メダル（6677点）

ヨーロッパ選手権
- 2018年 - 七種競技、金メダル（6816点）
- 2021年 - 五種競技（室内）、金メダル（4904点）
- 2017年 - 五種競技（室内）、金メダル（4870点）
- 2015年 - 五種競技（室内）、銀メダル（4696点）
- 2014年 - 七種競技、銅メダル（6423点）

ベルギー選手権
- 2018年 - 走幅跳、金メダル（6m60）
- 2016年 - 五種競技（室内）、金メダル（4678点）
- 2016年 - 走幅跳（室内）、金メダル（6m51）
- 2015年 - 走高跳（室内）、金メダル（1m85）
- 2015年 - 走幅跳、金メダル（6m40）

## 個人記録
| 種目                | 記録           | 得点 | 会場                  | 日付          |
| ------------------- | -------------- | ---- | --------------------- | ------------- |
| 100メートルハードル | 13秒34         | 1074 | オーストリア ゲツィス | 2017年5月27日 |
| 走高跳              | 2m02 [a]       | 1264 | フランス タランス     | 2019年6月22日 |
| 砲丸投              | 15m41          | 888  | フランス タランス     | 2019年6月22日 |
| 200メートル競走     | 24秒37         | 945  | ベルギー トゥルネー   | 2019年5月18日 |
| 走幅跳              | 6m86 （NR）    | 1125 | イギリス バーミンガム | 2019年8月18日 |
| やり投              | 59m32 （NR）   | 1041 | オーストリア ゲツィス | 2017年5月28日 |
| 800メートル競走     | 2分15秒24      | 890  | オーストリア ゲツィス | 2017年5月28日 |
| 七種競技            | 7013 点 （NR） | ―    | オーストリア ゲツィス | 2017年5月28日 |

| 種目               | 記録          | 得点 | 会場                  | 日付         |
| ------------------ | ------------- | ---- | --------------------- | ------------ |
| 60メートルハードル | 8秒23         | 1077 | セルビア ベオグラード | 2017年3月3日 |
| 走高跳             | 1m96          | 1184 | セルビア ベオグラード | 2017年3月3日 |
| 砲丸投             | 15m52         | 896  | フランス パリ         | 2018年2月9日 |
| 走幅跳             | 6m79 (NR)     | 1102 | フランス リエヴァン   | 2020年3月1日 |
| 800メートル競走    | 2分18秒80     | 840  | ポーランド トルン     | 2021年3月5日 |
| 五種競技           | 4904 点（NR） | ―    | ポーランド トルン     | 2021年3月5日 |

a  七種競技中の世界記録 NR ベルギー記録